# Settimo cielo (serie televisiva)
Settimo cielo (7th Heaven) è una serie televisiva statunitense trasmessa per undici stagioni sul network The WB prima, e sulla The CW poi, per l'ultima stagione.

## Trama
La serie segue le vicende della famiglia del reverendo Camden, un pastore protestante residente nella cittadina fittizia di Glen Oak, in California.
I personaggi principali sono il Reverendo Eric Camden, sua moglie Annie e i loro sette figli, in ordine di età: Matt, Mary, Lucy, Simon, Ruthie e i gemelli Sam e David. Originalmente erano cinque fratelli, fino alla nascita dei gemelli David e Sam nell'episodio 14 della terza stagione "Viva le donne".
La serie si contraddistingue per la visione molto puritana e religiosa delle situazioni sociali e degli argomenti trattati, visione tipica dell'America anni sessanta profonda e conservatrice.
All'inizio della serie Matt e Mary sono adolescenti, Lucy sta attraversando la pubertà mentre Simon e Ruthie sono bambini: questa varietà permette di dedicare attenzione a problemi di diversa entità, come il primo amore, il sesso o la voglia di libertà e ribellione e gli sbalzi d'umore tipici dell'adolescenza e dell'età puberale, la necessità di accettazione e integrazione e la difficoltà di crescere dimostrate in maniera differente per tutte le età e infine i problemi "da adulti" di gestione della famiglia.
Inoltre la difficoltà della famiglia nel tenersi lontano dai guai, le amicizie e i fidanzati offrono la possibilità di approfondire argomenti specifici e delicati come l'uso di droghe, furto e vandalismo, bullismo, la genitorialità adolescenziale, fumo e alcolismo, abusi: proprio queste problematiche rendono di fatto la routine (i ragazzi a scuola, il reverendo a scrivere il sermone e ad aiutare il prossimo) della famiglia interessante, insieme alla comparsa di vari personaggi quali fidanzati o fidanzate, amici e parenti vari che spesso abitano casa Cadmen anche per lunghi periodi.
Con la crescita dei figli (e la nascita dei gemelli) si intensificano i problemi, in particolare quelli di una dei sette figli, Mary (interpretata da Jessica Biel) che una volta diplomata decide di non andare al college ma di entrare nel mondo del lavoro: lavoro che non riesce a mantenere per molto, si trova quindi piena di debiti e di cattive abitudini per cui tutta la famiglia si trova a disagio, anche a causa dei pettegolezzi che circolano in città sul conto della ragazza.
Mary viene perciò mandata a stare dal "Colonnello" (il nonno paterno) e da nonna Ruth (nell'episodio Addio) per una "raddrizzata"; si stabilisce quindi da loro tornando comunque svariate volte a Glen Oak, ma da qui in poi si sapranno sempre meno particolari della sua vita. È quindi la prima figlia ad andarsene da casa Camden. 
Invece Matt, dopo essersi diplomato con il massimo dei voti, si ritrova a cambiare spesso lavoro: ospedale, fattorino, tutoraggio per mantenersi gli studi e diventare dottore. Conosce un'altra studentessa di medicina, Sarah Glass, con cui decide quasi subito di sposarsi nonostante le difficoltà religiose (lei è ebrea e figlia di un rabbino). Successivamente al matrimonio i due si trasferiscono a New York per frequentare gli studi superiori.
Nel frattempo, con la crescita dei gemelli e il loro debutto nel mondo scolastico, Annie sceglie di iniziare a lavorare come insegnante piuttosto che continuare a fare la casalinga.
Eric invece è costretto a riposarsi dal lavoro a causa di problemi di salute, per cui necessita di un'operazione a cuore aperto (Il cuore del problema) e la convalescenza e il sentirsi rimpiazzato da un aiuto-reverendo assunto dalla comunità lo portano in uno stato di depressione che lo portano alla decisione di lasciare il lavoro.
Lucy, che nel frattempo si è diplomata e ha deciso di seguire le orme paterne, pretende che suo padre celebri il suo matrimonio con Kevin (un poliziotto conosciuto accompagnando Mary in uno dei suoi viaggi verso Buffalo e con cui avrà una bambina di nome Savannah), proprio questo evento porta Eric a riprendere il suo lavoro (Matrimonio in pericolo).
Simon uccide accidentalmente un ragazzo investendolo: questo lo sconvolge. Per evitargli il confronto con la comunità al rientro a scuola, Eric pensa a far diplomare Simon prematuramente, così Simon parte per il college in anticipo, tornando per l'estate successiva.
In una delle sporadiche apparizioni di Mary, si scopre che si è sposata con Carlos, da cui aspetta un bambino.
Anche Matt fa ritorno a Glen Oak in un periodo in cui il suo matrimonio è in crisi.

## Personaggi e interpreti
- Eric Camden (stagioni 1-11), interpretato da Stephen Collins, doppiato da Claudio Capone.
- Annie Camden (stagioni 1-11), interpretata da Catherine Hicks, doppiata da Melina Martello.
- Matt Camden (stagioni 1-6, 9; ricorrente 7-8; guest 10), interpretato da Barry Watson, doppiato da Massimiliano Manfredi.
- Simon Camden (stagioni 1-10; ricorrente 8), interpretato da David Gallagher, doppiato da Ilaria Stagni (st. 1-4), da Stefano De Filippis (st. 5) e da Daniele Raffaeli (st. 6-10).
- Mary Camden (stagioni 1-6; ricorrente 7; guest 8 e 10), interpretata da Jessica Biel, doppiata da Ilaria Stagni.
- Lucy Camden (stagioni 1-11), interpretata da Beverley Mitchell, doppiata da Valentina Mari (st. 1-9) e da Domitilla D'Amico (st. 10-11).
- Ruthie Camden (stagioni 1-11), interpretata da Mackenzie Rosman, doppiata da Gemma Donati.
- Happy il cane (stagioni 1-11), interpretato dal cane Happy.
- John Hamilton (stagioni 4-5; ricorrente 1-3), interpretato da Chaz Lamar Shepherd, doppiato da Alessandro Quarta.
- Shana Sullivan (stagione 4; ricorrente 3; guest 6), interpretata da Maureen Flannigan, doppiata da Claudia Pittelli.
- Robbie Palmer (stagioni 5-7; ricorrente 4), interpretato da Adam LaVorgna, doppiato da David Chevalier.
- Sam e David Camden (stagioni 3-11), interpretati da Nikolas e Lorenzo Brino, doppiati da Ilaria Stagni (st. 3-10) e da Manuel Meli e Alex Polidori (st. 11).
- Ben Kinkirk (stagione 7; ricorrente 6, 9 e 11), interpretato da Geoff Stults, doppiato da Fabio Boccanera.
- Kevin Kinkirk (stagioni 7-11; ricorrente 6), interpretato da George Stults, doppiato da Alberto Caneva.
- Cecilia Smith (stagioni 7-8), interpretata da Ashlee Simpson, doppiato da Emanuela D'Amico.
- Roxanne Richardson (stagioni 7-8), interpretata da Rachel Blanchard.
- Chandler Hampton (stagioni 7-8), interpretato da Jeremy London, doppiato da Fabrizio Vidale.
- Peter Petrowski (stagione 8; ricorrente 7; guest 9-10), interpretato da Scotty Leavenworth, doppiato da Jacopo Bonanni.
- Martin Brewer (stagioni 8-11), interpretato da Tyler Hoechlin, doppiato da Simone Crisari.
- Meredith Davis (stagione 10; ricorrente 9), interpretata da Megan Henning, doppiato da Laura Latini.
- Rose Taylor (stagione 10; ricorrente 9), interpretata da Sarah Thompson, doppiato da Rossella Acerbo.
- Sandy Jameson (stagione 10-11), interpretata da Haylie Duff, doppiato da Alessia Amendola.

## Episodi
| Stagione            | Episodi | Prima TV originale | Prima TV Italia |
| ------------------- | ------- | ------------------ | --------------- |
| Prima stagione      | 22      | 1996-1997          | 1998            |
| Seconda stagione    | 22      | 1997-1998          | 1998-1999       |
| Terza stagione      | 22      | 1998-1999          | 1999            |
| Quarta stagione     | 22      | 1999-2000          | 2001            |
| Quinta stagione     | 22      | 2000-2001          | 2004            |
| Sesta stagione      | 22      | 2001-2002          | 2004-2007       |
| Settima stagione    | 22      | 2002-2003          | 2004            |
| Ottava stagione     | 23      | 2003-2004          | 2004            |
| Nona stagione       | 22      | 2004-2005          | 2005            |
| Decima stagione     | 22      | 2005-2006          | 2008-2009       |
| Undicesima stagione | 22      | 2006-2007          | 2009            |

## Edizione e trasmissione italiana
L'edizione italiana è curata da Sandro Fedele per Mediaset in tutte le stagioni, tranne la terza, la quarta e la quinta, in cui è curata da Natasha Gerodetti sempre per Mediaset. Il doppiaggio è eseguito dalla Cine Video Doppiatori. In Italia le prime quattro stagioni furono programmate di mattina su Canale 5 dal 29 giugno 1998 al 2001; successivamente, dal 15 dicembre 2003, le repliche delle prime quattro stagioni e la quinta inedita furono trasmesse su Italia 1 e, sempre sullo stesso canale, andarono in onda in preserale le stagioni 6, 7 e 8, quest'ultima a volte anche in prima serata. A luglio 2005 fu trasmessa la nona stagione, sempre in preserale. La serie è stata lungamente in pausa per poi tornare con le repliche della nona stagione su Canale 5 dal 22 gennaio 2008 il quale ha trasmesso, per la prima volta, i primi cinque episodi della decima stagione inedita, soppressa subito dopo per bassi ascolti. Dopo quindi la falsa partenza su Canale 5, la decima stagione è stata trasmessa da capo su Italia 1 ogni domenica con un episodio settimanale saltando l'episodio natalizio e fermandosi al quindicesimo episodio della stagione. I restanti episodi e l'undicesima stagione sono andati di nuovo in onda su Canale 5 dal 22 giugno 2009 tutti i giorni feriali fermandosi al diciottesimo episodio. Gli ultimi quattro episodi della serie sono andati in onda in chiaro a febbraio 2011 sul canale La5.
Per quanto riguarda la piattaforma Sky, la serie è andata in onda in prima visione dal 9 maggio 2006 al 5 luglio 2009 su due emittenti diverse. Le prime quattro stagioni sono state trasmesse da Fox. Quelle successive, invece, da Hallmark Channel.
Dal 1º agosto 2022 viene trasmesso in streaming sulla piattaforma Pluto TV, attraverso il canale dedicato alla serie, mentre la serie non è ancora disponibile in streaming su Paramount+ in Italia, in quanto i diritti della serie attualmente appartengono alla Paramount Global.

## Produzione
La serie è stata creata e prodotta da Brenda Hampton. Lo show è prodotto dalla Paramount e, dopo 10 stagioni sul canale The WB e una su The CW, la serie si è conclusa, a maggio del 2007, dopo 11 stagioni.
La prima stagione è stata girata e trasmessa nel 1996. La decima stagione è stata trasmessa dal 19 settembre 2005 con l'episodio numero 200, nella quale hanno fatto ritorno diversi personaggi e attori. La serie televisiva è stata ufficialmente conclusa dalla The CW il 3 aprile 2007. L'episodio finale è stato girato prima dell'annuncio della cancellazione della serie ed è andato in onda negli USA il 13 maggio 2007..

## Distribuzione internazionale
- Italia - Canale 5, Italia 1, La 5, Hallmark Channel e Fox
- Australia - FOX8 e Ten
- Austria - ORF1
- Belgio - Kanaal Twee
- Canada - ASN, A-Channel
- Croazia - Nova TV
- Danimarca - Kanal 5
- Estonia - TV 3
- Finlandia - YLE TV2 - "Seitsemäs taivas"
- Francia - TF1 - "Sept à la maison"
- Germania - VOX - "Eine Himmlische Familie"
- Ungheria - TV2 - "Hetedik mennyország"
- Irlanda - Channel 6/Hallmark Channel
- Israele - Hallmark Channel
- Macedonia - Sitel, Kiss
- Malaysia - TV2
- Montenegro - RTCG - "Sedmo Nebo"
- Nuova Zelanda -TV3
- Norvegia - TV2
- Filippine - Studio 23
- Polonia - TVP1
- Regno Unito - Hallmark Channel
- Romania - Acasă TV, Prima TV
- Singapore - MediaCorp TV Channel 5
- Slovacchia - Markíza
- Slovenia - POP TV
- Spagna - Telecinco / Cuatro TV
- Stati Uniti - The CW
- Sudafrica- SABC 2
- Svizzera - Kanal 5 - "Sjunde Himlen"
- Thailandia - UBC Series
- Turchia - TRT 1 - "Kalabalık ve Mutlu"

## Revival
A maggio 2025, è stato annunciato che un revival della serie era in fase di sviluppo presso la CBS Studios, con Anthony Sparks che è stato nominato showrunner e produttore esecutivo, insieme a Jessica Biel e DeVon Franklin come produttori esecutivi, ma non apparirà lo stesso cast originale della serie.